# Effet de Frey
 (septembre 2018).
L'effet de Frey est la perception par l'oreille humaine de certaines fréquences d'ondes radio. Il doit son nom au neurobiologiste Allan Frey, qui l'a étudié dans les années 1960.
La directive UE 2013/35 relative à la protection des travailleurs dans le domaine des micro-ondes relève, dans le tableau B1 de son guide non-contraignant d'application, l'effet possible d'audition micro-onde en cas d'exposition à un champ électromagnétique de type impulsion radio-fréquence. Cet effet entre dans la classe des effets sensoriels des effets biophysiques de l'exposition à certains champs électromagnétiques.

## Découverte
Au cours de la Seconde Guerre mondiale, des opérateurs radars déclarèrent pouvoir entendre les pulsations émises par leur radar à certaines fréquences.
En 1962, Allan Frey décrit le phénomène dans le Journal of Applied Physiology (en) dans un article intitulé « Human auditory system response to modulated electromagnetic energy » (littéralement « réponse du système auditif humain à l'énergie électromagnétique modulée »).
Dans un article de 1975, le neurophysiologiste Don R. Justesen décrit la possibilité de transmettre des phrases en faisant varier la fréquence et l'intensité d'un rayonnement micro-onde irradiant le crâne d'un sujet.
Justesen rapporte également en 1975 le cas d'une personne ayant créé pour son père, télégraphiste, une touche permettant à ce dernier d'émettre des pulsations d'énergie micro-onde. Lorsque ces dernières étaient dirigées sur sa tête, il pouvait percevoir des messages en code Morse continental[réf. nécessaire].
Justesen explique que Joseph C. Sharp et Mark Grove ont trouvé qu'une modulation appropriée d'énergie micro-onde peut aboutir à la communication de la parole sans fil et sans appareil de réception. Ils ont utilisé pour cela des mots enregistrés et les ondes électriques sinusoïdales analogues à celles des mots, c'est-à-dire correspondant à la forme des ondes sonores correspondant aux mots enregistrés. Ces ondes oscillent autour d'une valeur de référence que l'on fixe à zéro. En l'occurrence, le mécanisme consistait à émettre une pulsation micro-onde chaque fois que l'onde prenait la valeur zéro dans sa phase décroissante. Les pulsations micro-ondes émises ainsi engendrent l'audition des mots correspondants, sans fil ni récepteur.

## Description
Certaines personnes peuvent percevoir un effet auditif, spécifiques aux ondes pulsées ultra-hautes fréquences (de 0,3 à 6,5 GHz). Cette sensation est souvent décrite comme un « clic ». Les radars sont les principales sources susceptibles de générer cet effet (INRS).
Concernant la perception interne de sons, la perception de signaux micro-ondes modulés en tant que sons caractéristiques dont l'origine paraît intra-crânienne est un phénomène qui a d'abord été rapporté dans la littérature ouverte des États-Unis dès avant 1962. Pour produire des sons, des densités de puissance crête allant jusqu'à 80 mW/cm2 peuvent être requises, mais la densité de puissance moyenne est généralement de 5 μW/cm2. Les soviétiques ont étudié ce phénomène pour en déterminer les mécanismes physiologiques sous-jacents et déterminer les paramètres d'irradiation optimaux requis pour évoquer une réponse. Ils ont trouvé que lorsque la fréquence fondamentale du stimulus électromagnétique était élevée de 2 050 à 2 500 MHz, le seuil de réaction montait significativement, mais qu'à une fréquence de 3 000 MHz il n'y avait pas de réaction dans les centres auditifs. L'intensité moyenne de radiation électromagnétique requise pour évoquer la réponse était moins de 10 mW/cm2 ; il a été conclu que, plutôt que la quantité d'énergie, la fréquence de signal fondamentale constituait le stimulus primaire et que le phénomène observé était de nature sensorielle.
Les micro-ondes frappant le lobe temporal sont transmis à la cochlée sans passer par le conduit auditif. Plusieurs hypothèses sont évoquées pour expliquer le phénomène.

## Technologies comparables
En 2001 est développé un canon audio dont seules les personnes situées dans l'axe du faisceau perçoivent les sons. En 2019, le MIT annonce le développement d'un laser pouvant transmettre le son directement à l'oreille d'une personne.

## Attaques de2016contre les diplomates américains
Lors des attaques dites acoustiques survenues depuis 2016 à La Havane, les sons perçus par les diplomates américains en poste à Cuba seraient dus à l'effet de Frey généré par l'exposition à un rayonnement micro-onde.

## Théories du complot
Des personnes propageant des théories du complot déclarent que l'effet de Frey serait utilisé par les Russes pour émettre des sons dans le crâne de leurs victimes. Les personnes propageant ces théories du complot nomment ce phénomène télépathique voice-to-skull (« voix au crâne »), effet mystérieux d'arme psychotronique (ru), ou arme R.F.
De nombreuses personnes souffrant d'hallucinations auditives, de troubles délirants, ou d'autres maladies mentales ont affirmé que les agents du gouvernement utilisent des technologies de contrôle mental basées sur des signaux micro-ondes pour transmettre des sons et des pensées dans leur tête comme une forme de harcèlement électronique, se référant à cette technologie présumée sous le nom de voice-to-skull ou « V2K », et de gang-stalking.
Il existe de vastes réseaux de soutien en ligne et de nombreux sites Web maintenus par des personnes craignant le contrôle mental. Le psychiatre californien Alan Drucker a identifié des preuves de troubles délirants sur bon nombre de ces sites Internet et d'autres psychologues sont divisés sur la question de savoir si ces sites renforcent les troubles mentaux ou agissent comme une forme de soutien social de groupe,.
Les psychologues ont identifié de nombreux exemples de personnes rapportant des « expériences de contrôle mental » (MCE) sur des pages web auto-publiées qui sont « très probablement influencées par des croyances délirantes ». Les thèmes communs incluent les « méchants » utilisant la « psychotronique » et les « micro-ondes », la mention fréquente du projet MK-Ultra de la CIA et la citation fréquente de l'article de Frey de 1962,.

## Dans la culture populaire
Le terme de psychotronique fait tout autant référence à des armes électromagnétiques, dans la mesure où elles interagissent avec le système nerveux (armes biophysiques ou basées sur de nouveaux principes de physique), à une pseudoscience créée dans les années 1960 en Tchécoslovaquie, sorte de pendant matérialiste à la parapsychologie « bourgeoise »[réf. souhaitée], ainsi qu'à des films au mauvais goût assumé, pour lesquels il existe des festivals d'amateurs.